# Planococcus litchi
Planococcus litchi är en insektsart som beskrevs av Cox 1989. Planococcus litchi ingår i släktet Planococcus och familjen ullsköldlöss. Inga underarter finns listade i Catalogue of Life.